# ラス・アドフンタス駅

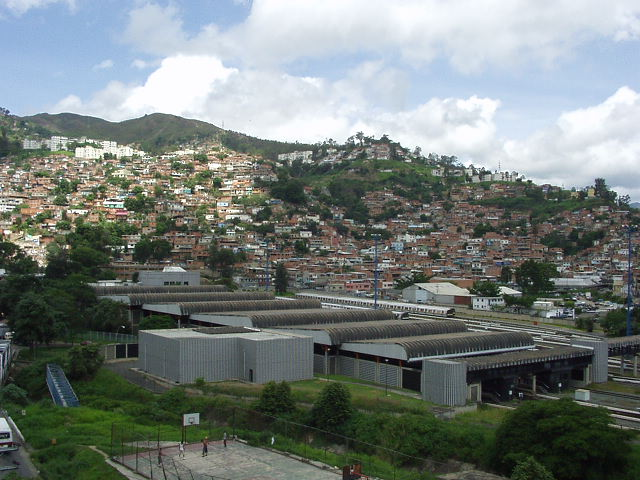
東から見た駅舎 (2004年6月)

ラス・アドフンタス駅（ラス・アドフンタスえき、Estación Las Adjuntas）はベネズエラのカラカスにあるカラカス地下鉄2号線とロステケス鉄道の終点駅で、地上にある。首都地区リベルタドル市にある。

## 駅の構造
相対式ホーム2つを持つ2面4線の地上駅。東から入るカラカス地下鉄の線路は駅内で終わり、その西側に駅舎が建つ。隣のホームから西に向かって出るロステケス鉄道の線路は、すぐにコラル・デ・ピエドラス・トンネルに入って姿を消す。出口は駅舎を経由して南西に一つある。

## 駅の周辺
駅の北に広く車両基地がある。駅周辺は小さな盆地だが、駅と車両基地が中心部を占め、付近の住宅と商店は山の麓から中腹まで密集して建つ。付近に高層の建物はない。
駅の近くでマカラオ川とサンペドロ川が合流してグアイレ川になる。東のルイス・ピネーダ方面にはグアイレ川沿いの盆地と市街地が続く。西のマカラオ方面にはマカラオ川沿いの工業地が、南のロス・テケス方面にはサン・ペドロ川沿いの住宅地が連なるが、両方面は平地に乏しい。

## 歴史
- 1987年10月4日 カラカス地下鉄2号線開通とともに開業。[1]
- 2006年11月3日 - ロステケス鉄道開業。

## 隣の駅
- ルイス・ピネーダ駅 - ラス・アドフンタス駅
- アリプリメラ駅 - ラス・アドアンタス駅